# Łoskutiwka
Łoskutiwka (ukr. Лоскутівка) – osiedle na Ukrainie, w obwodzie ługańskim, w rejonie siewierodonieckim. W 2001 liczyło 855 mieszkańców.